# Прапор Можайська
Місто Можайськ Московської області Росії має власну символіку — герб та прапор. Сучасна версія герба ухвалена 16 січня 2007 року.

## Опис
Прямокутне біле полотно із співвідношенням ширини до довжини 2:3, яка має вздовж верхнього краю смугу в 1/5 ширини полотнища та відтворює посередині білої частини червону фортецю муровану сірим кольором з герба поселення.

## Обґрунтування символіки
Прапор Можайська створений з врахуванням його герба. Червона смуга вздовж верхнього краю полотна символізує приналежність міського поселення до Московської області. Червоний колір — символ мужності, сили працелюбності а також краси та свята.
Білий колір (срібло) — символ чистоти, щирості, досконалості, миру та взаєморозуміння.